# ナバラ (フリゲート)
ナバラ（スペイン語：SPS Navarra, F-85）は、スペイン海軍のミサイルフリゲート。サンタ・マリア級フリゲートの5番艦。艦名はナバラ州に由来する。

## 艦歴
「ナバラ」は、バサンフェロル造船所で建造され、1991年4月15日起工、1992年10月23日進水、1994年5月27日に就役した。
2002年12月9日、「ナバラ」はアメリカ海軍の作戦、不朽の自由作戦に参加し、イエメン南東100マイルの海域で国旗を掲揚していなかった貨物船の停船を命じた。貨物船はその停船命令を無視して航行を続けようとしたため、「ナバラ」は貨物船の前を横切り発砲した。貨物船の船員は北朝鮮人で、船内にあった23個のコンテナからスカッド弾道ミサイル15発、15発の弾頭および13個の硝酸容器が発見された。イエメンは貨物の所有権を主張し、臨検に対して抗議を行った。
欧州連合主導によるソマリア沖の海賊対策であるアタランタ作戦にも参加している。